# Jorma Etelälahti
Jorma Kalevi Etelälahti (ur. 17 listopada 1951 r. w Toivakka) – fiński kombinator norweski, srebrny medalista mistrzostw świata.

## Kariera
Jorma Etelälahti reprezentował klub Lahden Hiihtoseura. W 1976 roku wystąpił na Igrzyskach Olimpijskich w Innsbrucku, gdzie rywalizację ukończył na 24 pozycji. Dwa lata później, podczas Mistrzostw Świata w Lahti zajął 21. miejsce w skokach, a w biegu awansował jeszcze parę pozycji i w konkursie zajął siedemnaste miejsce. W 1980 roku brał udział w Igrzyskach Olimpijskich w Lake Placid, uzyskując czternasty wynik na skoczni i piętnasty na trasie biegu, co pozwoliło mu zająć trzynaste miejsce w całych zawodach.
Największy sukces w swojej karierze osiągnął podczas Mistrzostw Świata w Oslo w 1982 roku, gdzie wspólnie z Jouko Karjalainenem i Rauno Miettinenem zdobył srebrny medal w zawodach drużynowych. Po skokach zajmowali trzecie miejsce, z niewielką stratą do zajmujących drugie miejsce Norwegów. W biegu zdołali ich wyprzedzić, jednak po podliczeniu punktów okazało się, że Norwegowie i Finowie uzyskali identyczny wynik punktowy (1243.60 pkt), wobec czego srebrne medale przyznano obu drużynom. W zawodach indywidualnych zajął siódme miejsce. Mistrzostwa w Oslo były ostatnią dużą imprezą w jego karierze.

## Osiągnięcia

### Igrzyska Olimpijskie
| Miejsce | Dzień     | Rok  | Miejscowość | Konkurencja              | Wynik zwycięzcy | Strata      | Zwycięzca      |
| ------- | --------- | ---- | ----------- | ------------------------ | --------------- | ----------- | -------------- |
| 24.     | 9 lutego  | 1976 | Innsbruck   | Indywidualnie K-90/15 km | 423.39 pkt      | -54.94 pkt  | Ulrich Wehling |
| 13.     | 19 lutego | 1980 | Lake Placid | Indywidualnie K-90/15 km | 432.200 pkt     | -40.285 pkt | Ulrich Wehling |

### Mistrzostwa świata
| Miejsce | Dzień     | Rok  | Miejscowość | Konkurencja              | Wynik zwycięzcy | Strata     | Zwycięzca      |
| ------- | --------- | ---- | ----------- | ------------------------ | --------------- | ---------- | -------------- |
| 17.     | 20 lutego | 1978 | Lahti       | Indywidualnie K-90/15 km | 435.24 pkt      | -46.08 pkt | Konrad Winkler |
| 7.      | 19 lutego | 1982 | Oslo        | Gundersen K-90/15 km     | 426.600 pkt     | -8.520 pkt | Tom Sandberg   |
| 2.      | 26 lutego | 1982 | Oslo        | Sztafeta K-90/3 × 10 km  | 1295.92 pkt     | -52.32 pkt | NRD            |